# Pablo Alfaro
Pour les articles homonymes, voir Alfaro et Armengot.
 (septembre 2014).
Si vous disposez d'ouvrages ou d'articles de référence ou si vous connaissez des sites web de qualité traitant du thème abordé ici, merci de compléter l'article en donnant les références utiles à sa vérifiabilité et en les liant à la section « Notes et références ».
Pablo Alfaro Armengot, né le 24 avril 1969 à Saragosse (Espagne), est un footballeur espagnol qui jouait au poste de défenseur central devenu entraîneur.

## Biographie
Pablo Alfaro se forme dans les catégories inférieures du Real Saragosse. Il commence à jouer en équipe première lors de la saison 1989-1990. Ses bonnes performances attirent l'attention du FC Barcelone qui le recrute en 1992. Sous les ordres de l'entraîneur Johan Cruijff, il joue peu et dès 1993 il part jouer au Racing de Santander où il reste jusqu'en 1996.
Après une saison avec l'Atlético de Madrid (1996-1997), Alfaro est recruté par le CP Mérida où il reste jusqu'en 2000.
Alors que sa carrière semble sur le déclin, il reçoit à l'âge de 31 ans une offre du Séville FC qu'il accepte. C'est là qu'Alfaro passe ses meilleurs années. Il prend le contrôle de la défense et fait partie du meilleur Séville FC des derniers temps.
Après cinq années avec Séville, Alfaro retourne au Racing de Santander en 2005, club où il met un terme à sa carrière en 2007.
Il est licencié en médecine et commente les matchs du Séville FC à la télévision.

### Style de jeu
Pablo Alfaro était connu pour son jeu agressif et viril [réf. nécessaire].

## Palmarès
FC Barcelone
- Champion d'Espagne en 1993
- Vainqueur de la Supercoupe de l'UEFA en 1992

 Séville FC
- Vainqueur de la Coupe UEFA en 2006